# 猪传染性胃肠炎
猪传染性胃肠炎（Porcine Transmissible gastroenteritis, TGE）是猪的一种急性传染病，以猪的胃肠炎为主要特征。
猪传染性胃肠炎被OIE列为B类疾病。在中华人民共和国农业部公布的《一、二、三类动物疫病病种名录》中，猪传染性胃肠炎被列为三类动物疫病。

## 病原学
由猪传染性胃肠炎病毒引起，病毒属冠状病毒科冠状病毒属。该病毒对消毒剂非常敏感，尤其是碘制剂、季氨类消毒剂和过氧化物消毒剂。
猪呼吸道冠状病毒(porcine respiratory coronavirus, PRCV)是猪传染性胃肠炎病毒(TGEV)的变异株，其可能干扰猪传染性胃肠炎的诊断。

## 历史
- 1945年，Doyle和Hutchings在美国首次报道该病[4]。
- 1956年，TGE在日本首次爆发。[5]
- 1957年，TGE在英国爆发。
- 1981年，Pensaert, M.B.首次鉴定了猪传染性胃肠炎病毒的变异株 - 猪呼吸道冠状病毒[6]。
- 2004年，Brenner, J.等人报道了以色列首次爆发猪传染性胃肠炎[7]。

## 临床症状
本病只感染猪只，各年龄猪均可感染。典型症状为呕吐、带严重恶臭的水样腹泻、体重下降及严重脱水。
2周龄以下的仔猪最为易感。此病的发病率和死亡率较高，可能由饥饿、脱水和酸中毒引起死亡。发病一周内，可能达到100%的致死率。但5周龄以上猪死亡率较低。
在成年猪上发病较温和，可能出现食欲不振、 羸弱、腹泻。哺乳母猪可能出现无乳。

## 疾病诊断

### 病毒鉴定
可以通过组织培养、荧光抗体检测、ELISA和PCR对病毒进行鉴定。

### 剖检结果
除了脱水外，在胃肠道也会出现明显病变。包括胃膨胀并在胃中出现凝乳；可能出现胃堵塞，并在隔膜表面出现小面积出血；小肠膨胀并有有带有凝乳的黄色泡沫液体；肠炎，肠壁变薄，并因肠绒毛严重萎缩而呈半透明。

### 鉴别诊断
应同以下疾病进行鉴别诊断：
- 猪流行性腹泻
- 猪血凝性脑脊髓炎(呕吐消耗症),
- 经典猪瘟
- 猪轮状病毒
- 猪痢疾
- 大肠杆菌病
- 砷中毒

## 流行病学
潜伏期为18小时。猪传染性胃肠炎具有高传染性，一旦感染，可在2~3天快速蔓延到整个猪场。猪传染性胃肠炎的传染期为40天。
狗、猫、狐狸可携带病毒，但并不会致病。鸟类可传播这种疾病，尤其是八哥。
猪传染性胃肠炎主要出现在欧洲、美洲（北美、南美和中美）、亚洲（包括中国、日本和韩国）、东南亚和西非部分地区。
该病传播的机制目前尚不清楚，可能通过以下途径传播：粪-口传播、感染母猪的乳汁传播、受到污染的猪群、其它动物（如狗、猫和狐狸）携带、饲料受到污染及受到污染的养殖材料。由于该病毒可在低温下稳定生存，从疫区进口鲜肉或冻肉可能会带来风险。虽然仍没有证据表明该病毒会通过精液和胚胎传播，但OIE建议规避这一风险。
该病多在冬季爆发，可能由于病毒对温度较敏感。所以在热带条件下，该病的重要性相对较低。

## 预防及控制
目前，在分娩前对母猪接种商业疫苗的意义并不大。最有效的预防措施是分娩前用病毒对母猪进行感染，或采用隔离分娩。在引入种猪时，应只向血清学检验阴性的猪场选购种猪。
目前，在国际上并没有有效的商业生物制品。在中国大陆批准的商品疫苗有吉林正业生物制品有限责任公司、哈尔滨维科生物技术开发公司、上海海利生物药品有限公司、齐鲁动物保健品有限公司 、成都精华生物制品有限公司、成都天邦生物制品有限公司、洛阳普莱柯生物工程有限公司和哈药集团生物疫苗有限公司等厂家生产的疫苗。
对猪传染性胃肠炎现在并没有有效治疗的药物。在发病后，应对症治疗来缓解饥饿、脱水和酸中毒。治疗可在水中添加电解质来缓解脱水现象，也可以使用抗生素或磺胺类药物可预防细菌的继发感染。
该疾病很难根除，一个办法就是通过对新生仔猪进行隔离来避免感染。